# 井上博司 (政治家)
井上 博司（いのうえ ひろし、1936年（昭和11年）9月7日 - 2019年（令和元年）9月17日）は、日本の政治家。北海道函館市長（2期）。

## 経歴
北海道函館市出身。北海道函館西高等学校卒業後、1955年函館市役所に入る。商工観光、企画、市民の各部長を経て、助役となる。1999年、当時の函館市長木戸浦隆一が病気のため辞職。これに伴う市長選挙に立候補して当選した。2003年に再選。2007年の市長選では3選を目指したが、元助役の西尾正範に敗れた。2019年に死去。

## 政策
- 市営バスの函館バス移管。北海道で初めての公営バスの民営化。全国的にも公営バス事業民営化のモデルともなった[5]。
- 市職員数の適正化[6]
- まちづくりプロジェクトの実現[6]

### 実現できなかった施策
- 水族館構想 - 「函館アクアコミュニティ構想」と見直し版「海の生態科学館構想」[7]